# Roberto Fabián Ayala
Roberto Fabián Ayala nascut a Paraná (Argentina) el 12 d'abril de 1973 és un exfutbolista argentí que jugava com a defensa central.

## Biografia
Ayala és argentí, encara que també té nacionalitat italiana. Juga de defensa central i el seu primer equip va ser Ferro Carril Oeste. Com que son pare també es diu Roberto Ayala, ell prefereix que l'anomenen Fabián Ayala.
Es va formar a les categories inferiors del Ferro Carril Oeste fins a 1992, any que va passar a formar part de la primera plantilla. Va debutar en la primera divisió argentina el 23 de febrer de 1992 en el partit Ferro Carril Oeste 2 - Belgrano de Córdoba 1.
El 1994 va fitxar pel River Plate. Amb aquest equip va guanyar el Torneig Apertura aquell mateix any.
El 1995 va fitxar pel Nàpols de la Sèrie A italiana.
El 1998 va fitxar per l'AC Milan. En la seua primera temporada al seu nou club es va proclamar campió de la lliga italiana.
El 2000 el València CF es va fer amb els seus serveis. Amb aquest equip va arribar a la final de la Lliga de Campions de 2001 i va guanyar dues lligues i una Copa de la UEFA. La temporada 2004-2005 un parell de lesions van mantenir Ayala fora de la major part de la lliga.
El 2007, Ayala va fitxar pel Vila-real CF però no va arribar a jugar cap partit amb l'equip groguet, ja que el 14 de juliol del mateix any, el Reial Saragossa va pagar els sis milions d'euros de la seva clàusula de rescissió per a emportar-se'l a la seva plantilla.

## Internacional
Va debutar com a internacional amb la selecció argentina el 16 de novembre de 1994 en el partit Xile 3 - Argentina 0.
També va jugar amb la selecció olímpica que va guanyar la medalla d'or als Jocs Olímpics d'Atenes 2004.

## Clubs
- Ferro Carril Oeste – 1992-1993.
- Club Atlético River Plate – 1994-1995.
- SSC Napoli – 1995-1998.
- AC Milan – 1998-2000.
- València CF – 2000-2007
- Reial Saragossa - 2007-

## Títols

### Nacionals
- 1 Lliga argentina (Torneig Apertura), River Plate, 1994
- 1 Lliga italiana, AC Milan, 1998-1999
- 2 Lligues espanyoles, València CF, 2001-2002 i 2003-2004

### Internacionals
- 1 Copa de la UEFA, València CF, 2003-2004
- 1 Supercopa d'Europa, València CF, 2004
- Medalla d'or als Jocs Olímpics, Selecció argentina

## Participacions en la Copa del Món
- França 1998: 5 partits.
- Corea i Japó 2002: 0 partits (lesionat a l'escalfament del primer partit).
- Alemanya 2006: 5 partits, 1 gol.